# Vene pudendale externe
Venele pudendale externe (pudendale profunde sau pudendale superficiale) sunt vene ale pelvisului care se varsă în vena safenă mare. 

## Imagini suplimentare

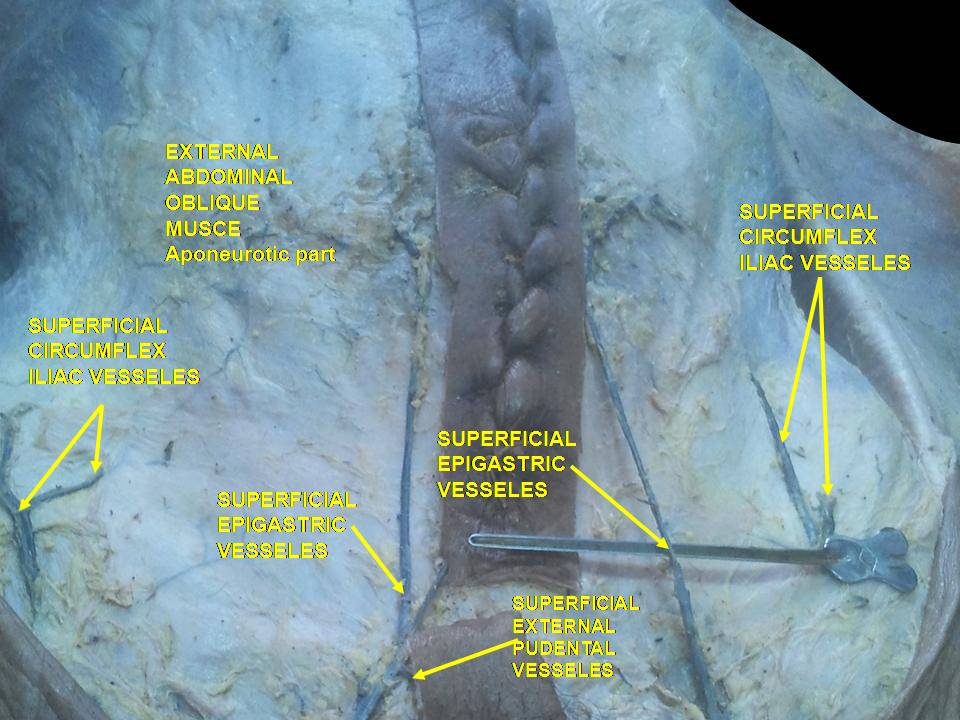
Peretele abdominal anterior. Disecția superficială. Vedere anterioară.
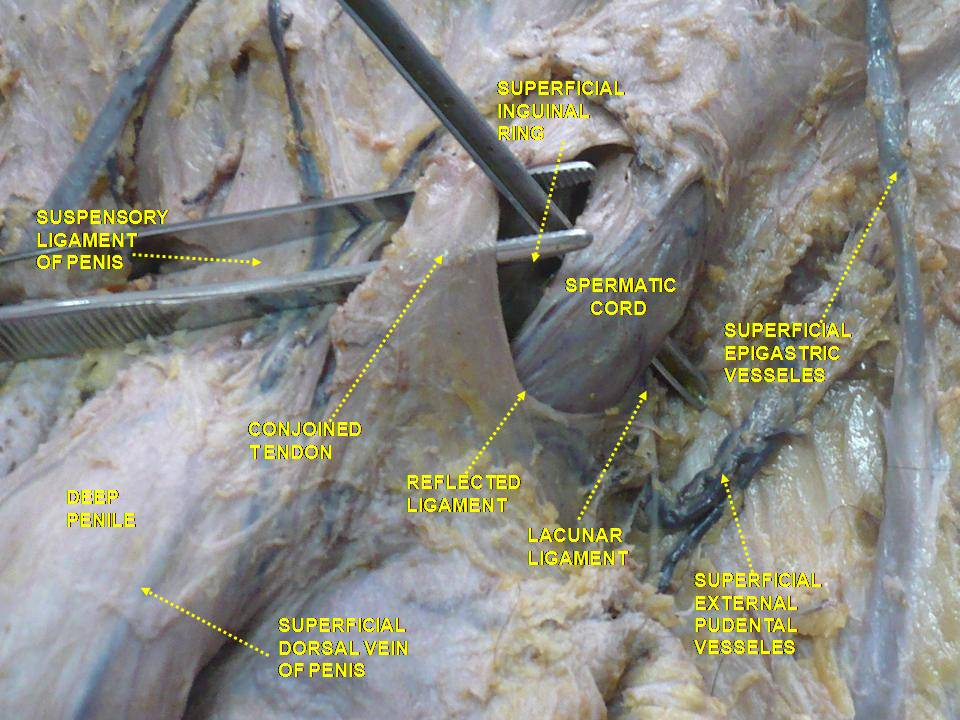
Peretele abdominal anterior. Disecția intermediară. Vedere anterioară
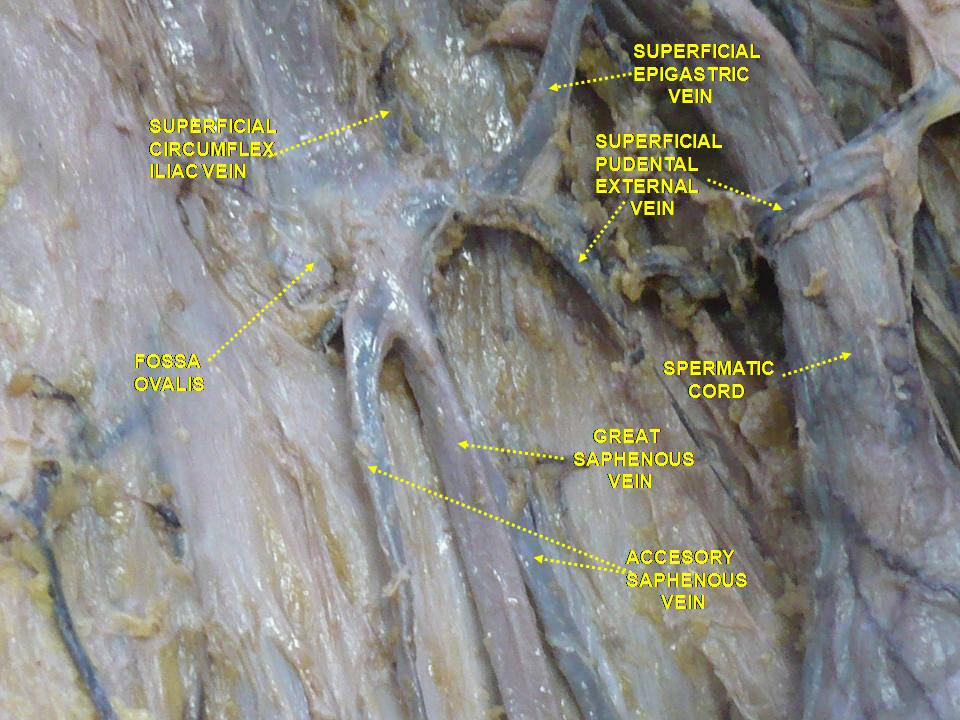
Venele superficiale ale membrului inferior. Disecția superficială. Vedere anterioară.